# خدای دروغین (ترانه)
«خدای دروغین» (انگلیسی: False God) ترانه‌ای از خواننده-ترانه‌سرای آمریکایی تیلور سوئیفت است که در هفتمین آلبوم استودیویی او، معشوق قرار دارد. این آلبوم در ۲۳ اوت ۲۰۱۹ به‌وسیلهٔ ریپابلیک رکوردز منتشر شد. «خدای دروغین» را سوئیفت و جک آنتونوف نوشتند و تهیه کردند. این سیزدهمین قطعه در آلبوم معشوق است. این ترانه، قطعه‌ای نئو سول، آراندبی، جاز ملایم و ترپ با تأثیراتی از جاز است. متن آن، دشواری‌ها و صمیمیت در رابطهٔ عاشقانه‌ای را از طریق استعاره‌های دینی توصیف می‌کند. علاوه بر این، سوئیفت به نیویورک سیتی و محلهٔ وست ویلج اشاره می‌کند.
«خدای دروغین» نقدهای مثبتی دریافت کرد و بابت اشعار به‌لحاظ جنسی صریح آن، نمونه‌ای عالی در میان قطعات معشوق نام گرفت. نمایش اطمینان سوئیفت در این قطعه باعث مقایسهٔ آن با کار پرینس شد. این ترانه از لحاظ تجاری نیز به رتبهٔ ۷۷ جدول‌های بیلبورد هات ۱۰۰ ایالات متحده و ۱۰۰ تک‌آهنگ داغ کانادا رسید. سوئیفت «خدای دروغین» را طی پخش زنده شنبه شب اجرا کرد و یکی از ترانه‌های غافل‌گیرکننده در تور دوره‌ها بود. این ترانه از سوی خوانندگان جیمز بی و رایان هرد بازخوانی شد و هر دو مورد قدردانی سوئیفت قرار گرفتند. «خدای دروغین» در مجموعهٔ تلویزیونی عاشقانهٔ تابستانی که زیبا شدم نیز پخش شد.

## جدول‌ها
| جدول (۲۰۱۹)                    | بالاترین جایگاه |
| ------------------------------ | --------------- |
| استرالیا (ای‌آرآی‌ای)            | ۵۹              |
| کانادا (۱۰۰ تک‌آهنگ داغ کانادا) | ۷۷              |
| بیلبورد هات ۱۰۰ ایالات متحده   | ۷۷              |